# Слобода (Несвижский район)
Слобода (бел. Слабада) — деревня в Несвижском районе Минской области. Входит в состав Сновского сельсовета.

## География
Деревня расположена у истока реки Ведьмы в 6,5 км на юго-запад от центра сельсовета — агрогородка Снов, в 25 км на запад от районного центра — города Несвиж. Примыкает к деревне Сычи.

## История
Деревня упоминается в 1870 году в составе Минской губернии. В 1918 году была оккупирована немецкими, затем — польскими войсками. С 1921 по 1939 год деревня находится во владениях Польши, с 1939 года включена в состав Белорусской ССР.
В годы ВОВ была оккупирована немцами.

## Население
По данным переписи 1897 года население деревни — 188 чел., в 1909 году — 221, в 1940 году — 288, в 1959 году — 234, в 1970—170, в 1998—281, в 2001—308 чел. Население в 2012 году — 266 человек.

## Современное положение
В 2012 году в деревне имелась библиотека-клуб, магазин, спортзал.